# سارا ك.
سارا ك. (بالإنجليزية: Sara K.)‏ هي عازفة قيثارة ومغنية مؤلفة وملحنة ومغنية وكاتبة غنائية أمريكية، ولدت في القرن العشرين في دالاس في الولايات المتحدة.

## وصلات خارجية
- سارا ك. على موقع ميوزك برينز (الإنجليزية)
- سارا ك. على موقع أول ميوزيك (الإنجليزية)
- سارا ك. على موقع ديسكوغز (الإنجليزية)